# Gabriëla Dos Santos
Gabriela Pereira Dos Santos (sinh ngày 28 tháng 3 năm 2002) còn được gọi là Gabriela Dos Santos, là một người mẫu và hoa hậu đến từ Curaçao, người đã đăng quang cuộc thi Hoa hậu Curaçao 2022. Cô đã đại diện cho Curaçao tại cuộc thi Hoa hậu Hoàn vũ 2022 và đạt thành tích Top 5.

## Tiểu sử
Dos Santos sinh ra và lớn lên tại thành phố Willemstad. Cô ấy hoạt động như một người mẫu thời trang.

## Cuộc thi

### Hoa hậu Curaçao 2022
Vào ngày 28 tháng 5 năm 2022, Dos Santos đã cạnh tranh với Top 3 Chung kết và tham gia cuộc thi Hoa hậu Curaçao 2022 được tổ chức tại Renaissance Wind Creek Curacao Resort ở Willemstad, nơi cô đã giành chiến thắng trong cuộc thi và được đăng quang bởi Shariëngela Cijntje. Danh hiệu Á hậu 1 được trao cho Mariana Pietersz, còn danh hiệu Á hậu 2 thuộc về cô nàng Andreina Pereira.

### Hoa hậu Hoàn vũ 2022
Với tư cách là Hoa hậu Curaçao, Dos Santos đại diện cho Curaçao tại cuộc thi Hoa hậu Hoàn vũ 2022. Cô dừng chân ở Top 5 chung cuộc.